# Spice Engineering

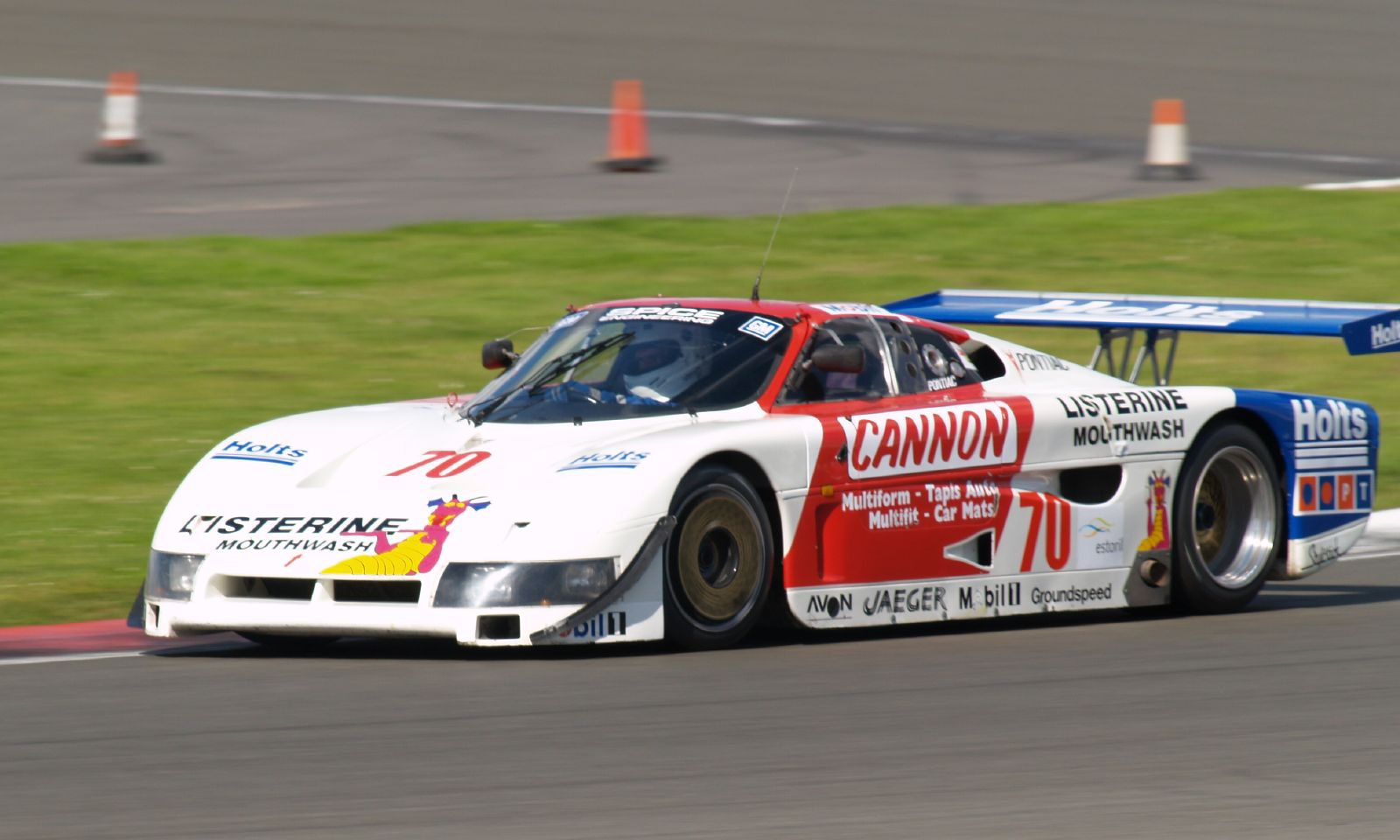
Spice-Pontiac SE86.

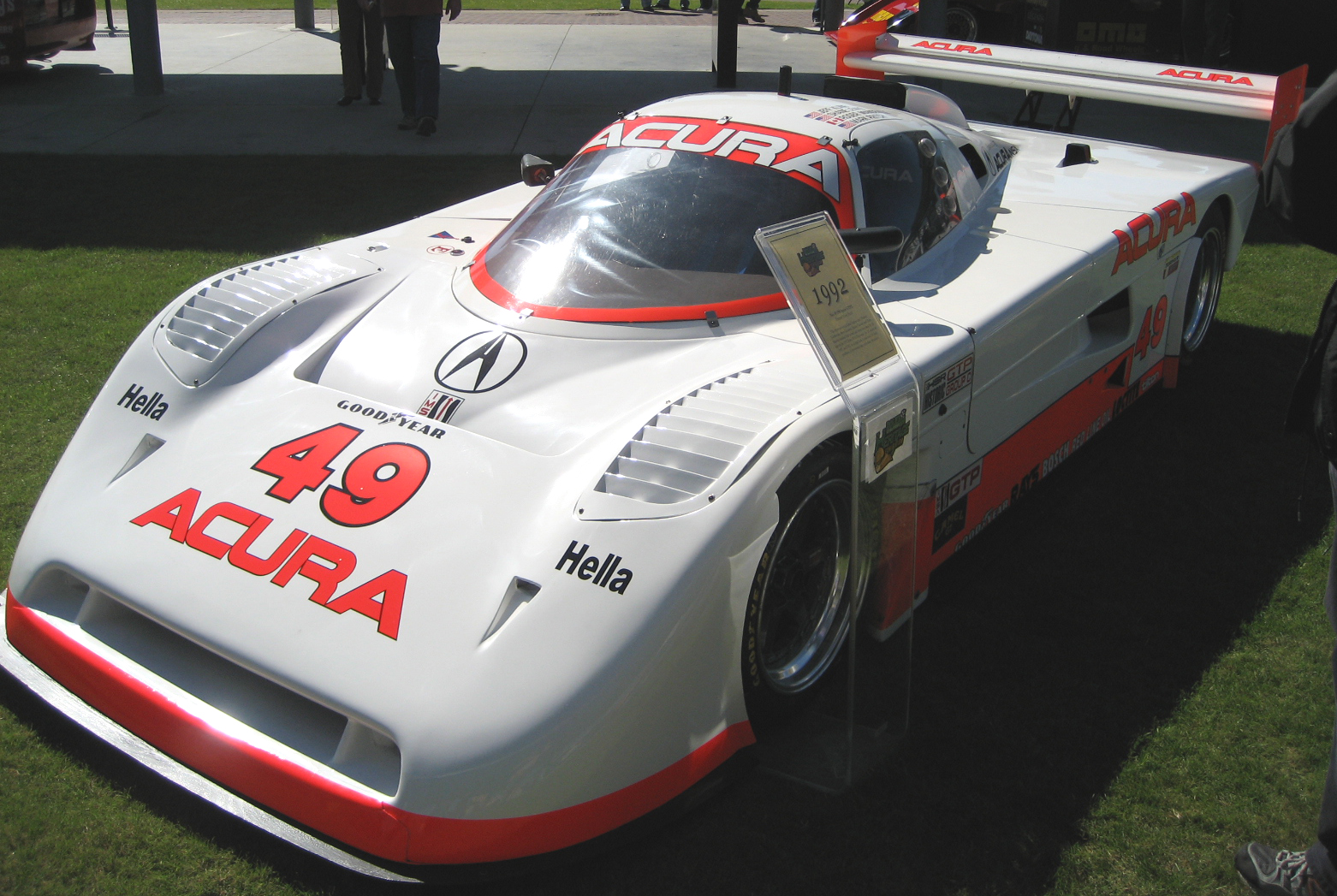
Spice-Acura SE91.

Spice Engineering var ett brittiskt racingstall med egen tillverkning av tävlingsbilar som verkade mellan 1984 och 1993.

## Historik
Stallet grundades av racerföraren Gordon Spice och debuterade i sportvagns-VM 1984 med en Tiga. Året därpå tog stallet hem titeln i C2-klassen med Gordon Spice och Ray Bellm som förare. Till 1986 byggde Spice Engineering sin första egna bil och expanderade verksamheten även till IMSA GT Championship i USA. Stallet vann C2-klassen även 1987 och 1988. Efter säsongen 1988 tog Spice Engineering fram en bil till stora C1-klassen.
I början av 1990-talet drabbades stallet av ekonomiska svårigheter, samtidigt som sportvagns-VM kollapsade och reglerna i IMSA GT genomgick stora förändringar. Spice Engineering byggde sin sista bil 1993.